# Abraxini
Abraxini is een geslachtengroep van nachtvlinders uit de familie van de spanners (Geometridae).

## Taxonomie
- Geslacht Abraxas
  - Abraxas albiplaga - (Warren, 1894)
  - Abraxas albiquadrata - (Warren, 1897)
  - Abraxas capitata - Warren, 1894
  - Abraxas celidota - Wehrli, 1931
  - Abraxas degener - Warren, 1894
  - Abraxas disrupta - Warren, 1894
  - Abraxas expectata - Warren, 1902
  - Abraxas flavimacula - (Warren, 1896)
  - Abraxas flavisinuata - Warren, 1894
  - Abraxas fulvobasalis - Warren, 1894
  - Abraxas gephyra - West, 1929
  - Abraxas grossulariata (Bonte bessenvlinder) - (Linnaeus, 1758)
  - Abraxas illuminata - Warren, 1894
  - Abraxas incolorata - Warren, 1894
  - Abraxas intermedia - Warren, 1888
  - Abraxas interpunctata - Warren, 1905
  - Abraxas intervacuata - (Warren, 1896)
  - Abraxas invasata - Warren, 1897
  - Abraxas karafutonis - Matsumura, 1925
  - Abraxas labraria - Guenée, 1857
  - Abraxas latifasciata - Warren, 1894
  - Abraxas martaria - Guenée, 1857
  - Abraxas membranacea - Warren, 1894
  - Abraxas metamorpha - Warren, 1893
  - Abraxas miranda Butler, 1878
  - Abraxas niphonibia - Wehrli, 1935
  - Abraxas notata - Warren, 1894
  - Abraxas pantaria - (Linnaeus, 1767)
  - Abraxas paucinotata - Warren, 1894
  - Abraxas picaria - Moore, [1868]
  - Abraxas privata - Bastelberger, 1905
  - Abraxas punctifera - (Walker, [1865])
  - Abraxas pusilla - Butler, 1880
  - Abraxas sinopicaria - Wehrli, 1934
  - Abraxas sylvata (Porseleinvlinder) - (Scopoli, 1763)
  - Abraxas sporocrossa - Turner, 1922
  - Abraxas stresemanni - Rothschild, 1915
  - Abraxas subhyalinata - Röber, 1891
  - Abraxas suffusa - Warren, 1894
  - Abraxas suspecta - (Warren, 1894)
  - Abraxas symmetrica - Warren, 1894
  - Abraxas triseriaria - Herrich-Schäffer, [1855]
- Geslacht Hydatocapnia
  - Hydatocapnia myanmarensis - Orhant, 2000
- Geslacht Inouea
  - Inouea colini
  - Inouea cyclobalia
  - Inouea hiroshii
- Geslacht Ligdia
  - Ligdia adustata (Aangebrande spanner) - Denis & Schiffermüller, 1775
  - Ligdia coctata
  - Ligdia extratenebrosa
  - Ligdia wagneri